# Вишкиль (река)
Вишкиль (Большой Вишкиль) — река в России, протекает в Котельничском районе Кировской области. Устье реки находится в 506 км по правому берегу реки Вятки. Длина реки составляет 26 км, площадь водосборного бассейна 139 км².
Исток реки в болотах восточнее деревни Черемисская (Покровское сельское поселение) и в 15 км к юго-западу от Котельнича. Река течёт на юг, в нижнем течении поворачивает на восток и северо-восток. Верхнее и среднее течение проходит по заболоченному лесу, в нижнем течении протекает несколько нежилых деревень и деревню Безденежные. Притоки — Сенина, Рябовка (правые); Хмелевка (левый). Впадает в Вятку ниже села Вишкиль.
Существуют различные гипотезы происхождения названия. В настоящее время вопрос является открытым.

## Данные водного реестра
По данным государственного водного реестра России относится к Камскому бассейновому округу, водохозяйственный участок реки — Вятка от города Котельнич до водомерного поста посёлка городского типа Аркуль, речной подбассейн реки — Вятка. Речной бассейн реки — Кама.
Код объекта в государственном водном реестре — 10010300412111100036122.